# Tony Award/Bestes Sounddesign (Musical)
Der Tony Award for Best Sound Design of a Musical (deutsch: Tony Award für das beste Sounddesign eines Musicals) ist ein US-amerikanischer Theater- und Musicalpreis, der seit 2008 verliehen wird.

## Geschichte und Hintergrund
Die Tony Awards werden seit 1947 jährlich in zahlreichen Kategorien von circa 700 Juroren vergeben, die sich aus der Unterhaltungsbranche und Presse der Vereinigten Staaten rekrutieren. Eine dieser Kategorien ist der Tony Award for Best Sound Design, der seit 2008 vergeben wird. Der Preis wird verliehen, um außergewöhnliche Leistungen im Bereich Sounddesign von Musicals zu würdigen. Die Auszeichnung sollte nach der Preisverleihung 2014 nur noch als Special Tony Award vergeben werden, lebte aber ab 2018 wieder auf.

## Gewinner und Nominierte
Die Übersicht der Gewinner und Nominierten listet pro Jahr die ausgezeichneten Musicals und Preisträger.

### 2008–2009
| Jahr | Musical       | Preisträger  | Weitere Nominierte |
| ---- | ------------- | ------------ | --- |
| 2008 | South Pacific | Scott Lehrer | Acme Sound Partners für In the Heights Sebastian Frost für Sunday in the Park with George Dan Moses Schreier für Gypsy |
| 2009 | Billy Elliot  | Paul Arditti | Acme Sound Partners für Hair Peter Hylenski für Rock of Ages Brian Ronan für Next to Normal                            |

### 2010–2019
| Jahr | Musical                                                         | Preisträger                                                     | Weitere Nominierte |
| ---- | --------------------------------------------------------------- | --------------------------------------------------------------- | --- |
| 2010 | Fela!                                                           | Robert Kaplowitz                                                | Jonathan Deans für La Cage aux Folles Dan Moses Schreier und Gareth Owen für A Little Night Music Dan Moses Schreier für Sondheim on Sondheim |
| 2011 | The Book of Mormon                                              | Brian Ronan                                                     | Peter Hylenski für The Scottsboro Boys Steve Canyon Kennedy für Catch Me If You Can Brian Ronan für Anything Goes                             |
| 2012 | Once                                                            | Clive Goodwin                                                   | Acme Sound Partners für Porgy and Bess Kai Harada für Follies Brian Ronan für Nice Work If You Can Get It                                     |
| 2013 | Kinky Boots                                                     | John Shivers                                                    | Jonathan Deans und Garth Helm für Pippin Peter Hylenski für Motown: The Musical Nevin Steinberg für Rodgers & Hammerstein's Cinderella        |
| 2014 | Beautiful: The Carole King Musical                              | Brian Ronan                                                     | Peter Hylenski für After Midnight Tim O’Heir für Hedwig and the Angry Inch Mick Potter für Les Misérables                                     |
| 2015 | Die Auszeichnung sollte als Special Tony Award vergeben werden. | Die Auszeichnung sollte als Special Tony Award vergeben werden. | Die Auszeichnung sollte als Special Tony Award vergeben werden.                                                                               |
| 2016 | Die Auszeichnung sollte als Special Tony Award vergeben werden. | Die Auszeichnung sollte als Special Tony Award vergeben werden. | Die Auszeichnung sollte als Special Tony Award vergeben werden.                                                                               |
| 2017 | Die Auszeichnung sollte als Special Tony Award vergeben werden. | Die Auszeichnung sollte als Special Tony Award vergeben werden. | Die Auszeichnung sollte als Special Tony Award vergeben werden.                                                                               |
| 2018 | The Band’s Visit                                                | Kai Harada                                                      | Mike Dobson und Walter Trarbach – SpongeBob SquarePants Peter Hylenski – Once on This Island Scott Lehrer – Carousel Brian Ronan – Mean Girls |
| 2019 | Hadestown                                                       | Nevin Steinberg und Jessica Paz                                 | Peter Hylenski – King Kong Peter Hylenski – Beetlejuice Steve Canyon Kennedy – Ain’t Too Proud Drew Levy – Oklahoma!                          |

### Seit 2020
| Jahr      | Musical                                        | Preisträger     | Weitere Nominierte |
| --------- | ---------------------------------------------- | --------------- | --- |
| 2020/2021 | Moulin Rouge!                                  | Peter Hylenski  | Jonathan Deans – Jagged Little Pill Nevin Steinberg – Tina                                                                                              |
| 2022      | MJ                                             | Gareth Owen     | Simon Baker – Girl from the North Country Paul Gatehouse – Six Ian Dickinson for Autograph – Company Drew Levy – A Strange Loop                         |
| 2023      | Sweeney Todd: The Demon Barber of Fleet Street | Nevin Steinberg | Kai Harada – New York, New York Scott Lehrer und Alex Neumann – Into the Woods Gareth Owen – & Juliet John Shivers – Shucked                            |
| 2024      | The Outsiders                                  | Cody Spencer    | M. L. Dogg und Cody Spencer – Here Lies Love Kai Harada – Merrily We Roll Along Nick Lidster – Cabaret at the Kit Kat Club Gareth Owen – Hell’s Kitchen |